# Dicranomyia (Dicranomyia) chazeaui
Dicranomyia (Dicranomyia) chazeaui is een tweevleugelige uit de familie steltmuggen (Limoniidae). De soort komt voor in het Australaziatisch gebied.